# Cixius fasciolaris
Cixius fasciolaris är en insektsart som beskrevs av Maximilian Spinola 1852. Cixius fasciolaris ingår i släktet Cixius och familjen kilstritar. Inga underarter finns listade i Catalogue of Life.